# Al-Musrati
Almoatasembellah Ali Mohamed Al-Musrati (arabe : المعتصم بالله علي محمد المصراتي), plus connu sous le nom d'Al-Musrati, né le 6 avril 1996, est un footballeur international libyen qui évolue comme milieu de terrain au Beşiktaş JK.

## Carrière en club

### Vitória de Guimarães

#### Équipe réserve
En janvier 2017, il signe un contrat de trois ans et demi avec Vitória de Guimarães grâce à la recommandation de l'ancien joueur Romano Sion (en). Il commence à jouer pour l'équipe réserve en LigaPro et, le 4 mars 2018, il marque son premier but qui permet à son équipe d'égaliser contre União (match nul, 1-1).

#### Première équipe
Le 5 août 2019, Al-Musrati fait ses débuts en équipe première, disputant le match complet face à Feirense (victoire, 1-0) lors du deuxième tour de la Taça da Liga. Treize jours plus tard, il fait ses débuts en Primeira Liga lors d'un match nul 1-1 à domicile face à Boavista. Il termine troisième lors du vote pour le meilleur milieu de terrain de la ligue du mois, derrière Bruno Fernandes et Pizzi. Le 12 décembre, il marque son seul but pour l'équipe première, égalisant lors d'une victoire 3-2 face à l'Eintracht Francfort en phase de groupes de l'UEFA Europa League ; même si son club était déjà mathématiquement éliminé.

#### Prêt à Rio Ave
Al-Musrati est prêté à Rio Ave le 29 janvier 2020 pour le reste de la saison. Lui, Diogo Figueiras et Nuno Santos sont renvoyés à Vitória le 17 juin lors d'une défaite 2-1 à domicile face à Benfica.

### Braga
Le 31 juillet 2020, Al-Musrati signe un contrat de quatre ans avec Braga, rejoignant ainsi son ancien coach de Rio Ave, Carlos Carvalhal. Il inscrit son premier but le 26 novembre à domicile face à Leicester City (match nul, 3-3) en phase de groupes de la Ligue Europa. Trois jours plus tard, il gagne à l'Estádio Municipal de Braga contre Farense. Il est élu joueur du mois en février 2021.

### AS Monaco
Le 3 février 2025, il signe à l'AS Monaco dans le cadre d'un prêt payant d'un million d'euros assorti d'une option d'achat de dix millions d'euros. Pendant le 16e de finale aller de la Ligue des Champions 2024-2025 contre Benfica, il récolte un carton rouge pour avoir demandé un carton jaune pour un adversaire. La demande ayant été très calme et loin de l'arbitre, beaucoup ne comprennent pas ce carton. Lors de ses premiers matches, il montre une grande sérénité et une certaine vision du jeu, avec notamment une passe décisive lors de la victoire contre le FC Nantes 7 buts à 1.

## Carrière internationale
Al-Musrati est appelé pour la première fois en sélection libyenne lors du Championnat d'Afrique des Nations 2014 en Afrique du Sud. Il y dispute tous les matchs sauf un, y compris la victoire aux tirs au but contre le Ghana en finale,.

## Statistiques détaillées
| Saison                | Club                  | Championnat           | Championnat | Championnat | Championnat | Coupe nationale | Coupe nationale | Coupe nationale | Coupe de la Ligue | Coupe de la Ligue | Coupe de la Ligue | Supercoupe | Supercoupe | Supercoupe | Compétition(s) continentale(s) | Compétition(s) continentale(s) | Compétition(s) continentale(s) | Compétition(s) continentale(s) | Libye | Libye | Libye | Total | Total | Total |
| Saison                | Club                  | Division              | M.          | B.          | P.d.        | M.              | B.              | P.d.            | M.                | B.                | P.d.              | M.         | B.         | P.d.       | Comp.                          | M.                             | B.                             | P.d.                           | M.    | B.    | P.d.  | M.    | B.    | P.d.  |
| 2013-2014             | Al-Ittihad Tripoli    | D1                    | -           | -           | -           | -               | -               | -               | -                 | -                 | -                 | -          | -          | -          | -                              | -                              | -                              | -                              | 5     | 0     | 0     | 5     | 0     | 0     |
| 2014-2015             | Al-Ittihad Tripoli    | D1                    | -           | -           | -           | -               | -               | -               | -                 | -                 | -                 | -          | -          | -          | -                              | -                              | -                              | -                              | 5     | 0     | 0     | 5     | 0     | 0     |
| 2016                  | Al-Ittihad Tripoli    | D1                    | -           | -           | -           | -               | -               | -               | -                 | -                 | -                 | -          | -          | -          | -                              | -                              | -                              | -                              | 9     | 1     | 0     | 9     | 1     | 0     |
| Sous-total            | Sous-total            | Sous-total            | -           | -           | -           | -               | -               | -               | -                 | -                 | -                 | -          | -          | -          | -                              | -                              | -                              | -                              | 19    | 1     | 0     | 19    | 1     | 0     |
| 2016-2017             | Vitória SC B          | Liga Portugal 2       | 3           | 0           | 0           | -               | -               | -               | -                 | -                 | -                 | -          | -          | -          | -                              | -                              | -                              | -                              | 5     | 0     | 0     | 8     | 0     | 0     |
| 2017-2018             | Vitória SC B          | Liga Portugal 2       | 10          | 1           | 1           | -               | -               | -               | -                 | -                 | -                 | -          | -          | -          | -                              | -                              | -                              | -                              | 4     | 1     | 0     | 14    | 2     | 1     |
| 2018-2019             | Vitória SC B          | Liga Portugal 2       | 27          | 0           | 1           | -               | -               | -               | -                 | -                 | -                 | -          | -          | -          | -                              | -                              | -                              | -                              | 4     | 0     | 0     | 31    | 0     | 1     |
| Sous-total            | Sous-total            | Sous-total            | 40          | 1           | 2           | -               | -               | -               | -                 | -                 | -                 | -          | -          | -          | -                              | -                              | -                              | -                              | 13    | 1     | 0     | 53    | 2     | 2     |
| 2019-2020             | Vitória SC            | Primeira Liga         | 5           | 0           | 0           | 1               | 0               | 0               | 2                 | 0                 | 0                 | -          | -          | -          | C3                             | 7                              | 1                              | 0                              | 3     | 0     | 0     | 18    | 1     | 0     |
| 2019-2020             | Rio Ave FC (prêt)     | Primeira Liga         | 12          | 0           | 1           | -               | -               | -               | -                 | -                 | -                 | -          | -          | -          | -                              | -                              | -                              | -                              | -     | -     | -     | 12    | 0     | 1     |
| Sous-total            | Sous-total            | Sous-total            | 17          | 0           | 1           | 1               | 0               | 0               | 2                 | 0                 | 0                 | -          | -          | -          | -                              | 7                              | 1                              | 0                              | 3     | 0     | 0     | 30    | 1     | 1     |
| 2020-2021             | SC Braga              | Primeira Liga         | 28          | 3           | 3           | 6               | 0               | 0               | 3                 | 0                 | 0                 | -          | -          | -          | C3                             | 7                              | 1                              | 0                              | 3     | 0     | 0     | 47    | 4     | 3     |
| 2021-2022             | SC Braga              | Primeira Liga         | 30          | 1           | 2           | 2               | 0               | 0               | 2                 | 0                 | 0                 | 1          | 0          | 0          | C3                             | 11                             | 1                              | 0                              | 2     | 0     | 0     | 48    | 2     | 2     |
| 2022-2023             | SC Braga              | Primeira Liga         | 28          | 3           | 2           | 4               | 1               | 0               | 3                 | 1                 | 0                 | -          | -          | -          | C3+C4                          | 5+1                            | 0                              | 0                              | 2     | 0     | 0     | 43    | 5     | 2     |
| 2023-2024             | SC Braga              | Primeira Liga         | 11          | 3           | 0           | -               | -               | -               | 1                 | 0                 | 0                 | -          | -          | -          | C1                             | 8                              | 1                              | 1                              | -     | -     | -     | 20    | 4     | 1     |
| Sous-total            | Sous-total            | Sous-total            | 97          | 10          | 7           | 12              | 1               | 0               | 9                 | 1                 | 0                 | 1          | 0          | 0          | -                              | 32                             | 3                              | 1                              | 7     | 0     | 0     | 158   | 15    | 8     |
| 2023-2024             | Beşiktaş JK (prêt)    | Süper Lig             | 9           | 0           | 0           | 4               | 1               | 0               | -                 | -                 | -                 | -          | -          | -          | -                              | -                              | -                              | -                              | -     | -     | -     | 13    | 1     | 0     |
| 2024-2025             | Beşiktaş JK           | Süper Lig             | 16          | 1           | 0           | -               | -               | -               | -                 | -                 | -                 | 1          | 0          | 0          | C3                             | 8                              | 1                              | 0                              | -     | -     | -     | 25    | 2     | 0     |
| Sous-total            | Sous-total            | Sous-total            | 25          | 1           | 0           | 4               | 1               | 0               | -                 | -                 | 0-                | 1          | 0          | 0          | -                              | 8                              | 1                              | 0                              | -     | -     | -     | 38    | 3     | 0     |
| 2024-2025             | AS Monaco (prêt)      | Ligue 1               | 10          | 1           | 1           | -               | -               | -               | -                 | -                 | -                 | -          | -          | -          | C1                             | 1                              | 0                              | 0                              | -     | -     | -     | 11    | 1     | 1     |
| Sous-total            | Sous-total            | Sous-total            | 10          | 1           | 1           | -               | -               | -               | -                 | -                 | -                 | -          | -          | -          | -                              | 1                              | 0                              | 0                              | -     | -     | -     | 11    | 1     | 1     |
| Total sur la carrière | Total sur la carrière | Total sur la carrière | 189         | 13          | 11          | 17              | 2               | 0               | 11                | 1                 | 0                 | 2          | 0          | 0          | -                              | 48                             | 5                              | 1                              | 42    | 2     | 0     | 309   | 23    | 12    |

## Palmarès

### En club
| SC Braga - Coupe du Portugal (1) : - Vainqueur : 2021. - Finaliste : 2023. - Coupe de la Ligue (1) : - Vainqueur : 2024. - Finaliste : 2021. - Supercoupe du Portugal (1) : - Finaliste : 2021 |  | Beşiktaş JK - Coupe de Turquie (1) : - Vainqueur : 2024. - Supercoupe de Turquie : - Vainqueur : 2024. |

### En sélection
Libye
- Championnat d'Afrique des nations (1) :
  - Vainqueur : 2014

### Distinction personnelle
- Joueur du mois de Primeira Liga en février 2021